# Oleksandro-Bilivka, Sofiivka
Oleksandro-Bilivka (în ucraineană Олександро-Білівка) este un sat în comuna Mîkolaiivka din raionul Sofiivka, regiunea Dnipropetrovsk, Ucraina.

## Demografie
Componența lingvistică a localității Oleksandro-Bilivka
     Ucraineană (97,58%)
     Rusă (2,42%)
Conform recensământului din 2001, majoritatea populației localității Oleksandro-Bilivka era vorbitoare de ucraineană (97,58%), existând în minoritate și vorbitori de rusă (2,42%).